# Pimlico (Australie)
Pour les articles homonymes, voir Pimlico (homonymie).
Pimlico est une localité australienne située dans la zone d'administration locale du comté de Ballina, dans la région des Rivières du Nord dans l'État de Nouvelle-Galles du Sud, en Australie.
Pimlico est situé à 10 km au sud-est de Ballina, au nord de Wardell, à l'ouest d'Empire Vale et à l'est d'Uralba.
La population s'élevait à 297 habitants en 2016.